# COVID-19-pandemiens indvirkning på børn
COVID-19-pandemiens indvirkning på børn har ved "systematisk oversigt" ('systematic review') vist sig at være mildere end og med bedre prognose end for voksne.
Børn er imidlertid modtagelige for "multisystem inflammatorisk syndrom hos børn" (MIS-C), en sjælden men livstruende systemisk sygdom, der involverer vedvarende feber og ekstrem betændelse efter eksponering af SARS-CoV-2-virus.
Som en sårbar gruppe kan børn og unge blive påvirket af COVID-19-pandemien på mange andre områder, herunder uddannelse, mental sundhed, sikkerhed og socioøkonomisk stabilitet. Infektion med virussen kan føre til adskillelse eller tab af deres familie. Som med mange andre kriser kan COVID-19-pandemien forværre eksisterende sårbarheder og uligheder som børn oplever.

## Sygdom
Når et barn er inficeret med COVID-19, er det mest sandsynlige at de er asymptomatiske, eller at der er tale om et tilfælde af mild til moderat sværhedsgrad. De er mindre tilbøjelige til at blive smittet eller indlagt på hospital end voksne.
Alvorlig sygdom er mulig, og i disse tilfælde kan det være nødvendigt med åndedrætsstøtte, evt. med respirator. Nogle børn har oplevet flere organsvigt. Sådanne alvorlige eller kritiske tilfælde var mest almindelige blandt børn med visse underliggende tilstande som for eksempel astma (og især mere alvorlige tilfælde af astma) eller børn med svækket immunsystem
Børn har lavere dødelighed end andre aldersgrupper, når de er inficeret med COVID-19. De er mere tilbøjelige end voksne til at have gastrointestinale symptomer (vedr. mave-tarm-kanalen).
Til de mest almindelige symptomer hos børn hører febersymptomer efterfulgt af tør hoste.
Andre almindeligt rapporterede symptomer hos børn er tilstoppet eller løbende næse ('rhinorrhea'), træthed og hovedpine.
Nogle af de børn der bliver syge kan udvikle "long COVID", senfølger af COVID-19.
Tidligt i pandemien rapporterede hudlæger en stigning i frostknudelignende læsioner hos børn ('chilblains', pernio), især på deres fødder, fingre og tæer. Det er uformelt blevet kaldt "COVID-tæer". Det formodes at være relateret til COVID-19-infektion, men det kan være svært at bekræfte, at et barn er blevet inficeret.

Nogle af de børn der bliver smittet udvikler en sjælden tilstand kendt som MIS-C, som er forkortelse for "multisystem inflammatorisk syndrom hos børn". Det medfører vedvarende feber og ekstrem betændelse.
Andre symptomer forbundet med MIS-C inkluderer svære mavesmerter og hypotension, for lavt blodtryk.